# Amphitheater

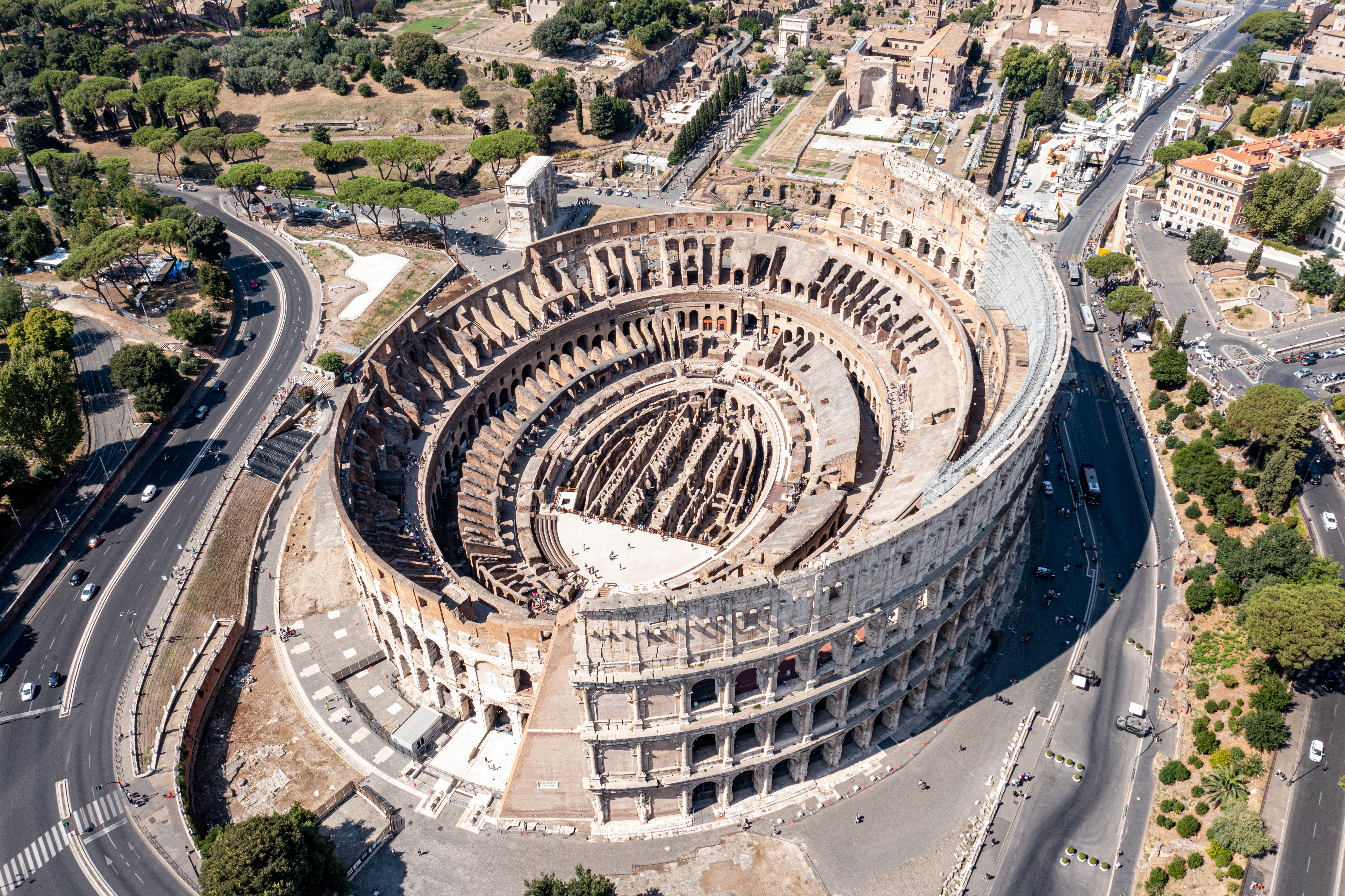
Kolosseum, Amphitheatrum Novum oder Amphitheatrum Flavium in Rom

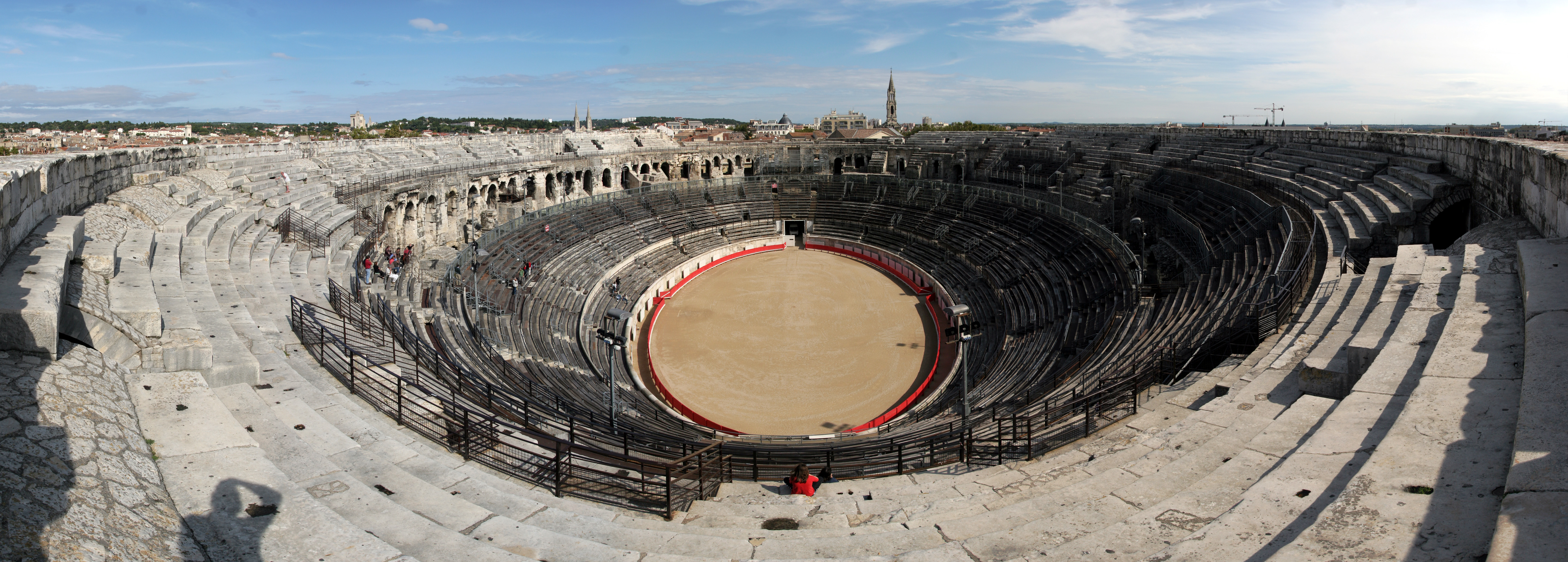
Amphitheater, Nîmes

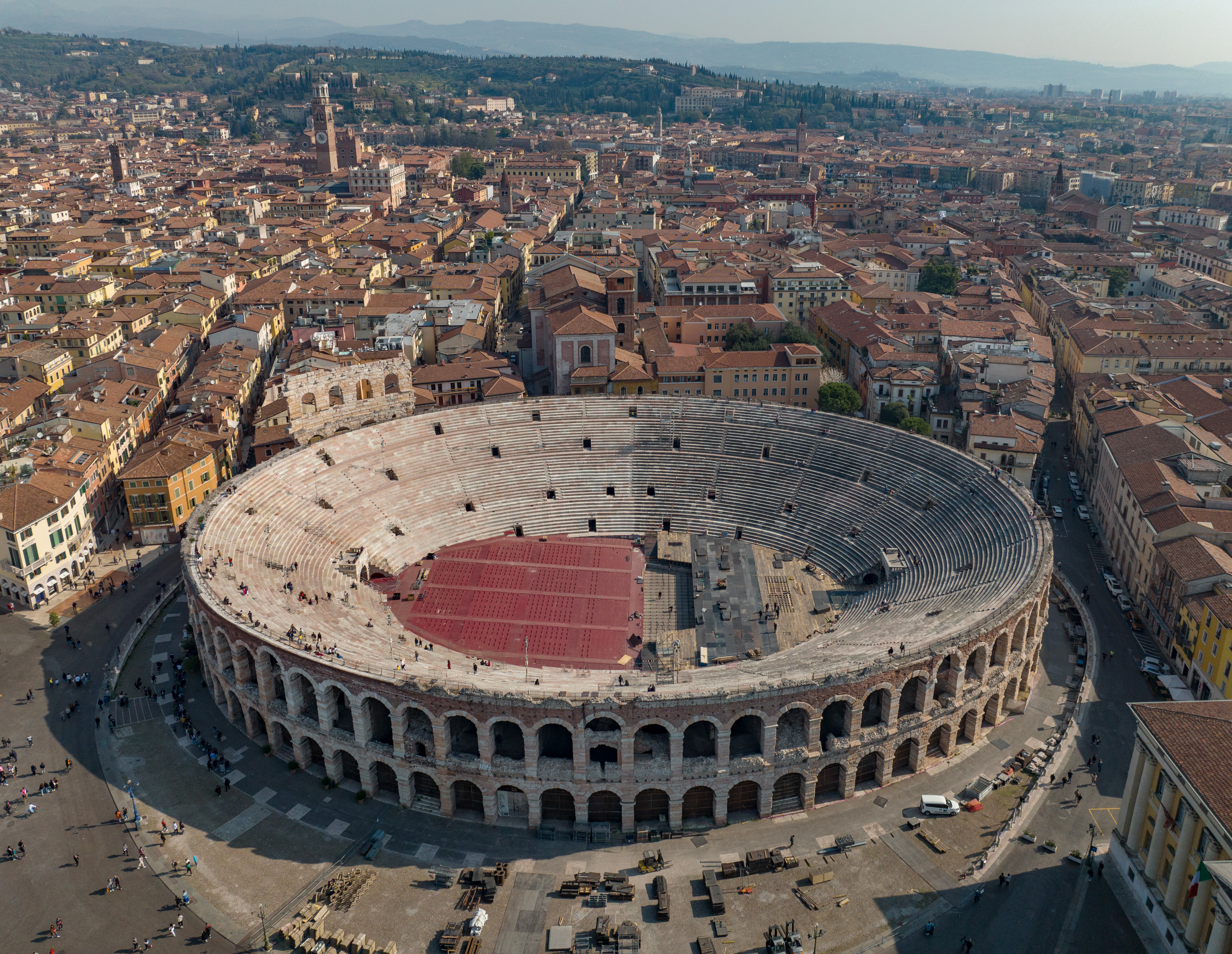
Arena von Verona in Verona

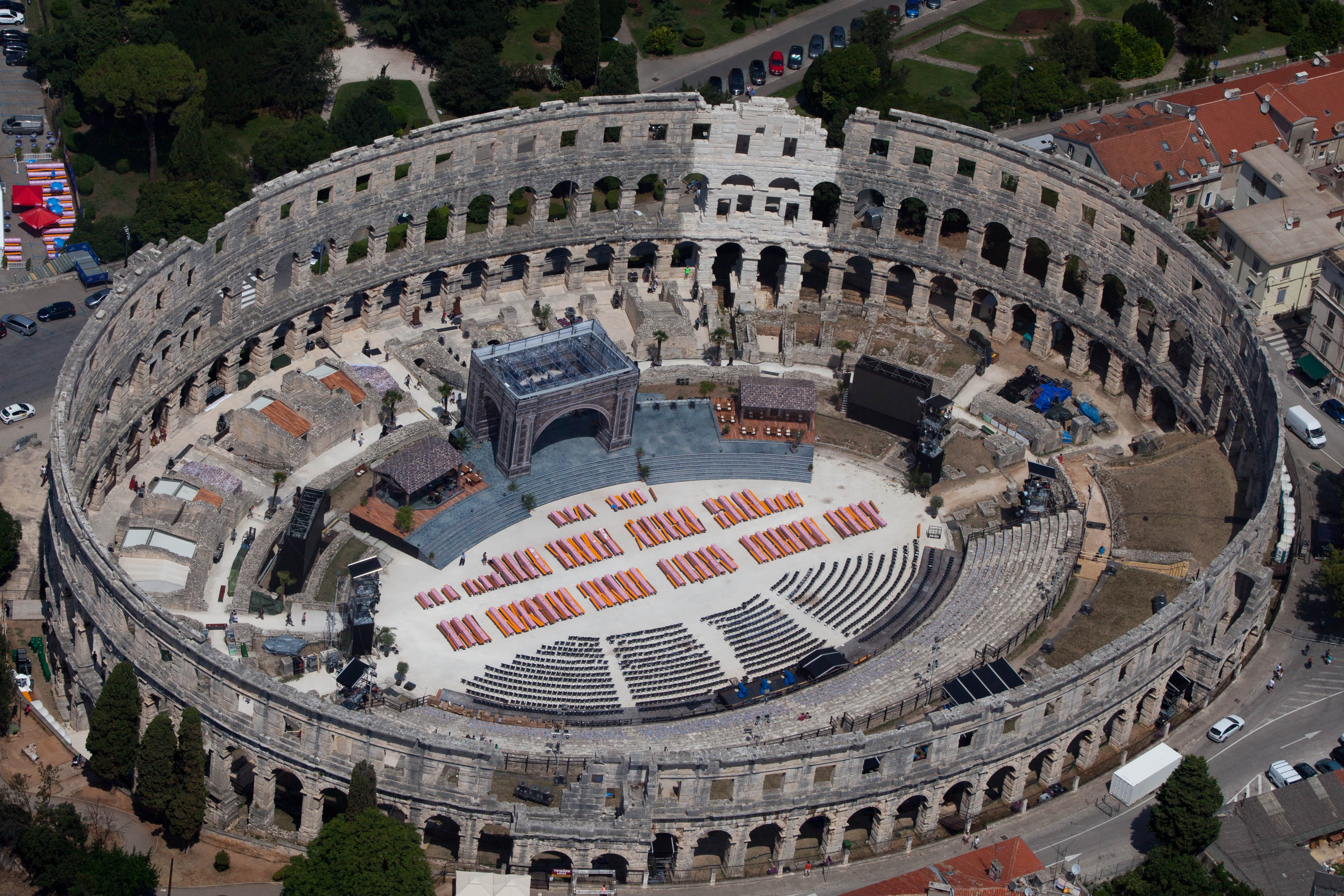
Amphitheater in Pula

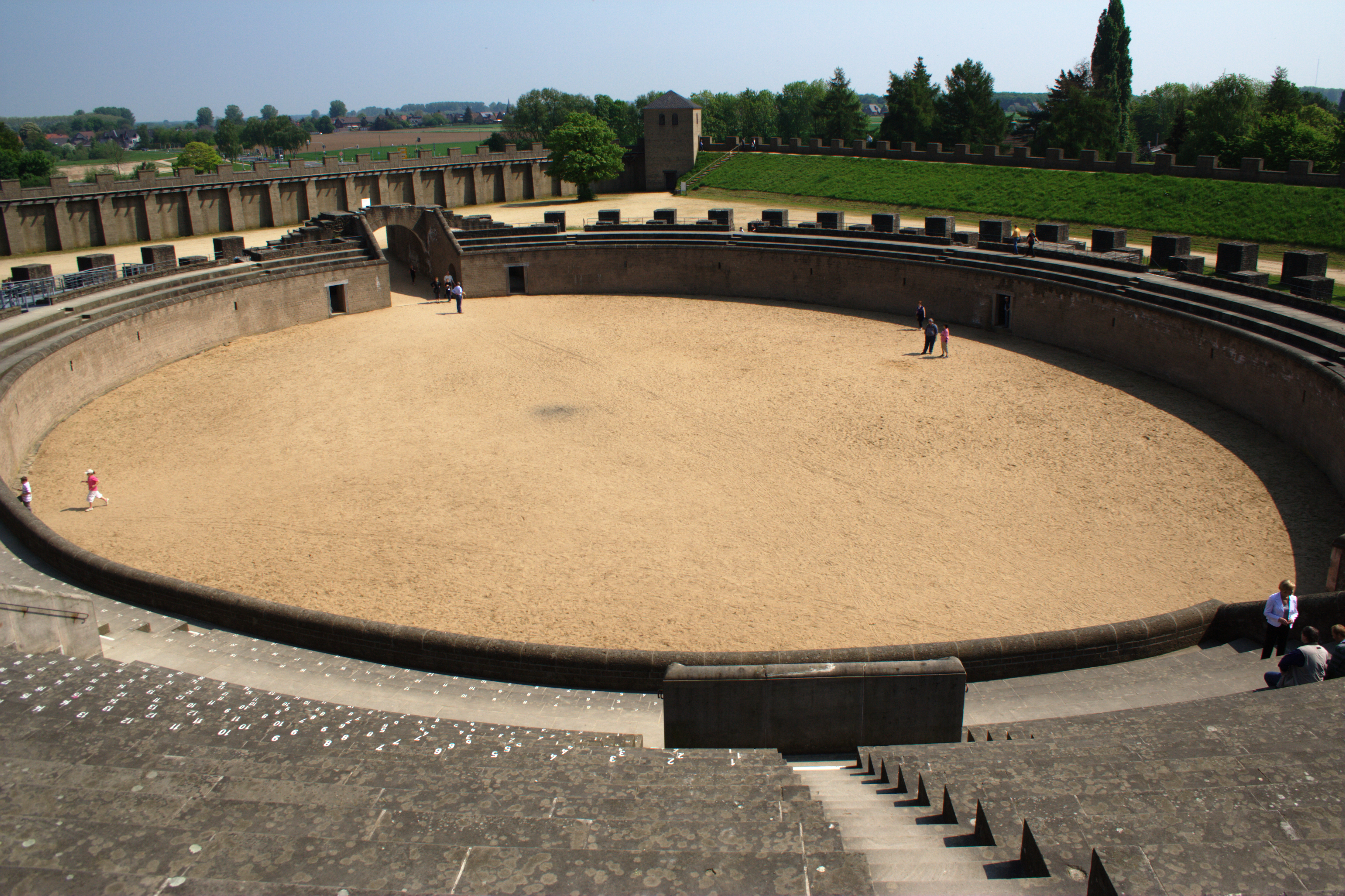
Amphitheater in Xanten (moderne Rekonstruktion)

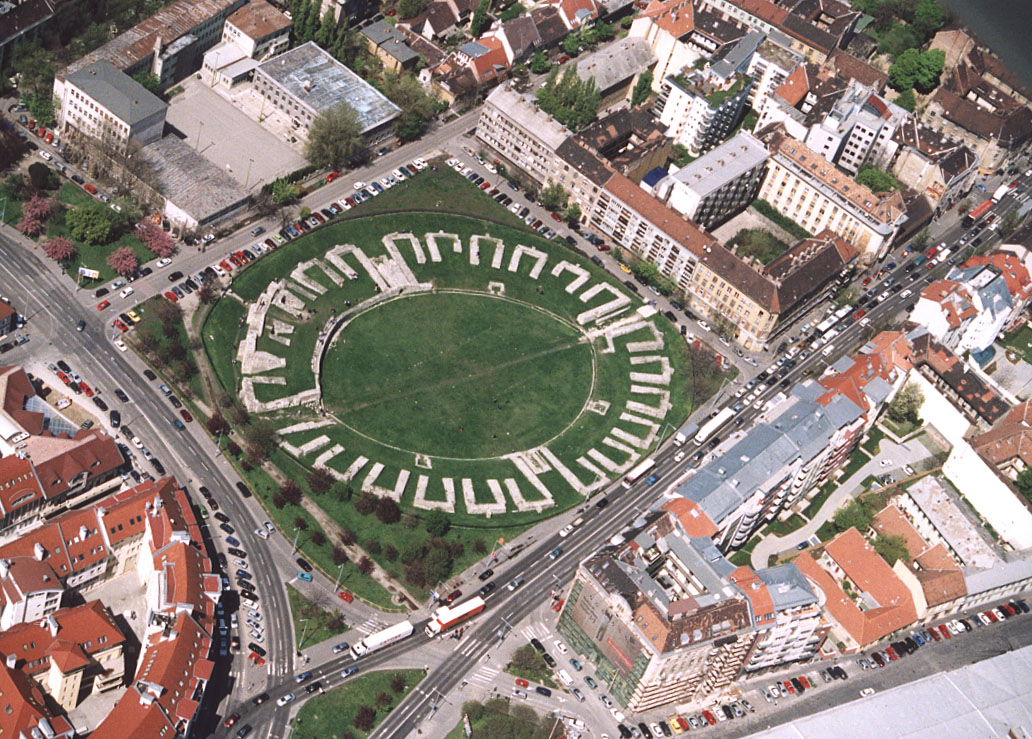
Amphitheater in Budapest

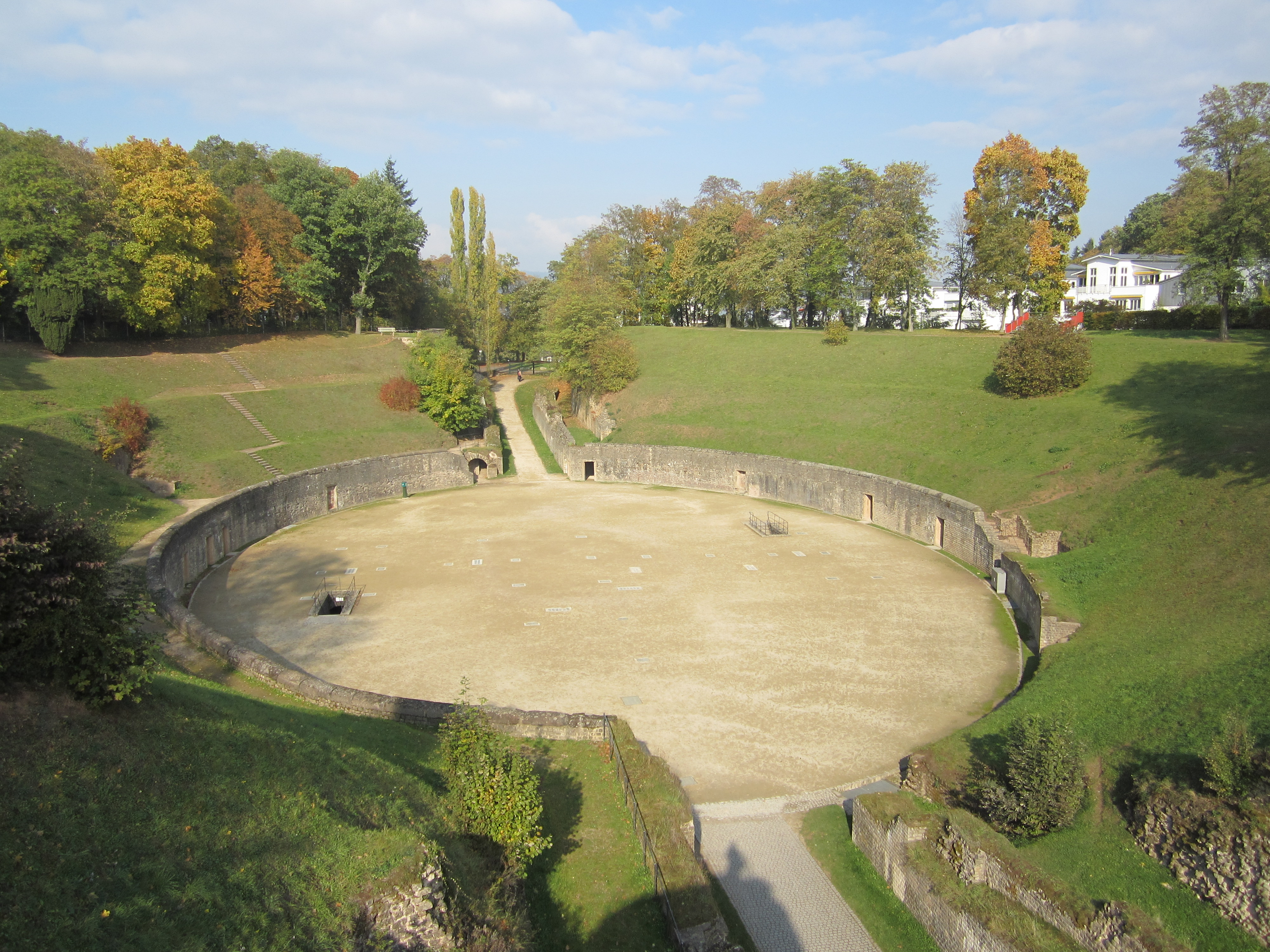
Amphitheater in Trier

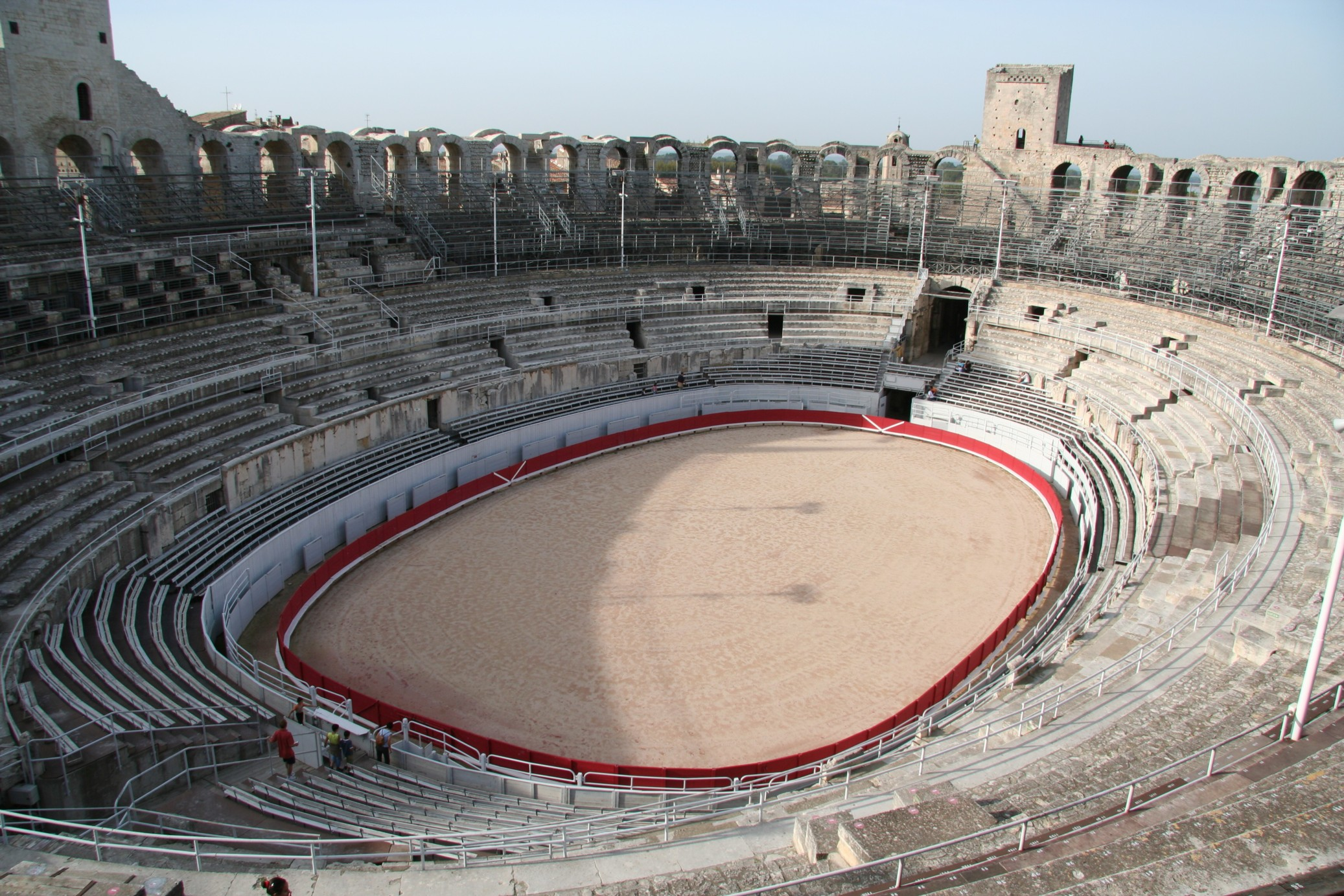
Amphitheater von Arles

Ein Amphitheater (lateinisch amphitheatrum; von altgriechisch ἀμφιθέατρον) ist ein Rundtheater der römischen Antike, typischerweise ohne geschlossenes Dach, aber unter Umständen mit einem Sonnensegel bestückbar. Um eine rund oder oval angelegte Arena steigen stufenweise Sitzreihen an.

## Funktion und Bezeichnung
Als Amphitheater wurde in der Antike zunächst ein Gebäude bezeichnet, bei dem um den Ort einer Vorführung herum (ἀμφί amphi) Zuschauerränge (θέατρον théatron) errichtet worden waren. Daher wurde die Bezeichnung auch auf den Circus angewandt. Später bezog sie sich lediglich auf die Aufführungsstätte der Gladiatorenkämpfe. Baulich entwickelte sich das Amphitheater unabhängig vom Theater, auch wenn in der Konstruktion des Zuschauerraums (cavea) deutliche Anleihen beim antiken Theaterbau bestehen. Im größten Amphitheater der Antike, dem später „Kolosseum“ genannten „Flavischen Amphitheater“ in Rom, fanden bis zu 50.000 Besucher Platz.
Die ansteigenden Ränge des Theaters trugen die Bezeichnung maenianum. Bei den meisten Amphitheatern konnte der Zuschauerraum ganz oder zumindest teilweise mit komplizierten Sonnensegeln (vela oder velaria) überdacht werden. Diese Segel wurden an Masten aufgezogen, deren Verankerungen in der oberen Umfassungsmauer lagen.
Das Amphitheater lässt sich im Sinne Michel Foucaults als kulturell gestalteter Raum beschreiben, der die sozialen Beziehungen der Kaiserzeit abbildete: In der arena agierten Menschen, die aus der Gesellschaft ausgestoßen waren: Gladiatoren und Venatoren, die dem Sklavenstand angehörten, Kriegsgefangene und zum Tode Verurteilte, auf die die wilden Tiere gehetzt wurden. Von einer vier Meter hohen Brüstung von dem blutigen Geschehen getrennt, saßen in der cavea die Zuschauer nach Ständen getrennt: Ganz vorne der ordo senatorius und die Vestalinnen, zwischen ihnen, auf einem erhöhten Podest, der Kaiser. Über ihnen saß der ordo equester, danach die wohlhabenden Bürger, gefolgt von der plebs urbana und noch weiter oben Männer ohne römisches Bürgerrecht. Auf einer Holzkonstruktion ganz oben, am weitesten entfernt vom Geschehen, hatten Frauen, Freigelassene und Sklaven Stehplätze. Diesen – so architektonischen wie sozialen – Rängen entsprach auch die Tatsache, dass Ausgangstüren und Abgangstreppen nur vom jeweiligen Rang aus zugänglich waren. Diese architektonische Regel diente auch dazu, eine zügige Leerung des Zuschauerraums ohne Gedränge zu sichern. Die eigentliche Trennlinie im Amphitheater verlief aber nicht zwischen den Ständen, sondern zwischen der arena und der cavea: Hier, also im Publikum, saßen oder standen die, die zur Stadt dazugehörten, sodass selbst die Ärmsten unter ihnen sich gegenüber den Exkludierten, die unten in der arena um ihr Leben kämpften, privilegiert fühlen konnten. Insofern markierte das Amphitheater nicht nur soziale Distinktion, sondern stiftete Identität unter den Zuschauern.

## Geschichte
Im Römischen Reich waren die Amphitheater Schauplätze für Gladiatoren- und Tierkämpfe (munera et venationes), aber auch für große Theateraufführungen und sportliche Wettkämpfe. Mit ihnen wurde nach dem Motto „Brot und Spiele“ das Volk bei Laune gehalten. Amphitheater hatten oft eine ausgeklügelte Bühnentechnik, mit der die Aufbauten in den Untergrund abgesenkt werden konnten, oder waren sogar komplett mit Wasser füllbar.
Zur Zeit Gaius Iulius Caesars wurden Amphitheater in Rom noch aus Holz gebaut und nach den Wettkämpfen wieder abgerissen. Um etwa 27 n. Chr. stürzte eine solche Tribüne in Fidenae (nördlich im Umland von Rom) ein, wobei tausende Menschen ums Leben kamen. Dies führte dazu, dass zukünftig Tribünen nur noch auf festem Untergrund gebaut werden durften, bis schließlich zu steinernen Amphitheatern übergegangen wurde. Doch selbst das im Jahr 57 errichtete Amphitheatrum Neronis war noch ein reiner Holzbau.
In Kampanien gab es bereits in der späten Republik erste Amphitheater aus Stein. In Pompeji wurde das älteste dieser Art (um 60 v. Chr.) gefunden. Es wurde als spectacula bezeichnet. Die Bezeichnung mit dem griechischen Wort „Amphitheater“ findet sich zuerst bei Strabon, auch Flavius Josephus erwähnt es im Zusammenhang mit Herodes’ Bautätigkeit um 25 v. Chr. Die älteste Nennung des Wortes in griechischer Sprache stammt aus dem libyschen Berenike aus der Zeit um 8 bis 6 v. Chr. Die weitaus meisten heute bekannten Amphitheater befanden sich im Westen des Römischen Reiches und wurden zwischen dem 1. und 3. Jahrhundert n. Chr. errichtet. Aus dem griechischen Osten des Imperiums sind nur wenige Beispiele bekannt.

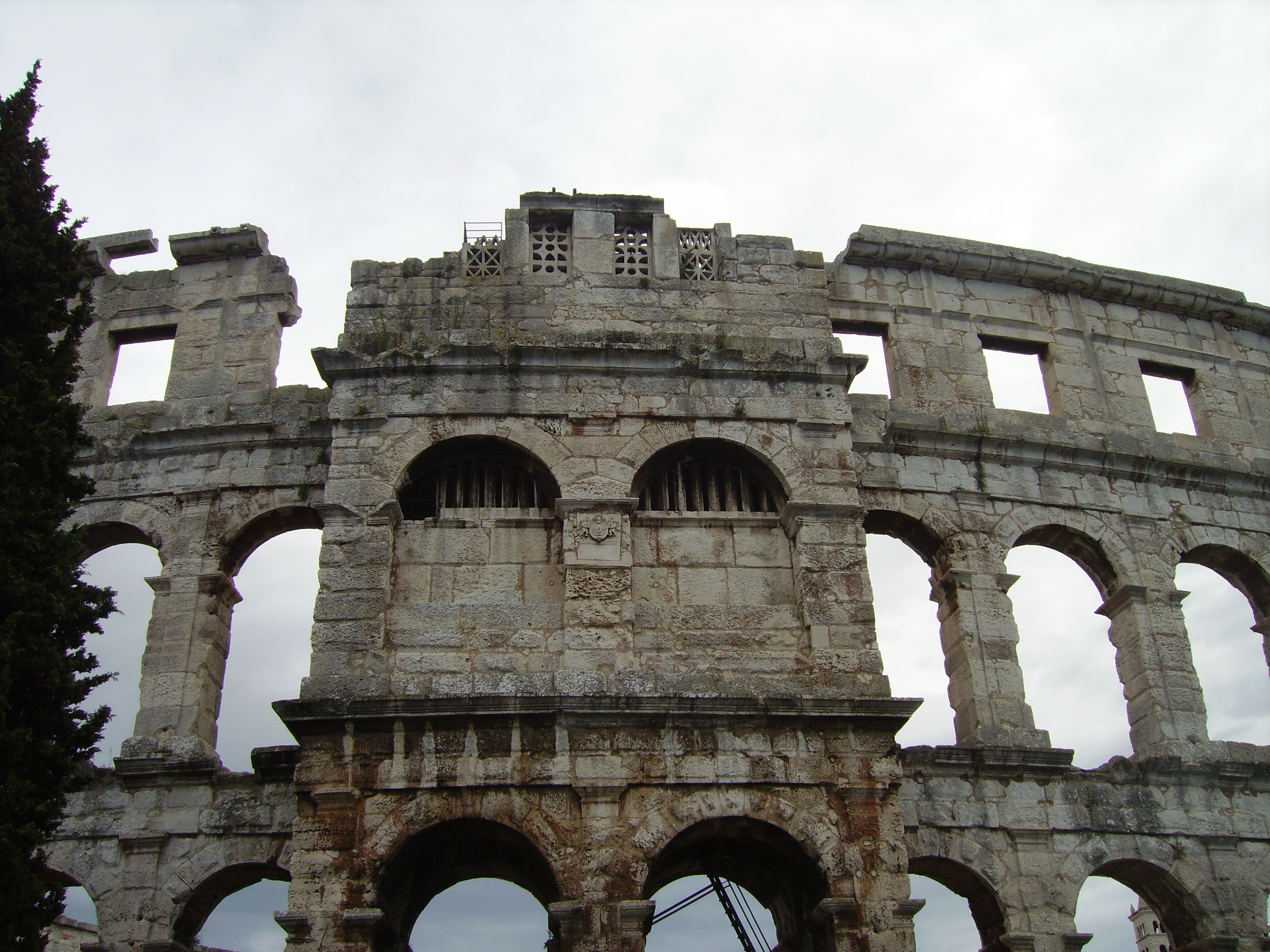
Amphitheater in Pula (Frontalansicht)
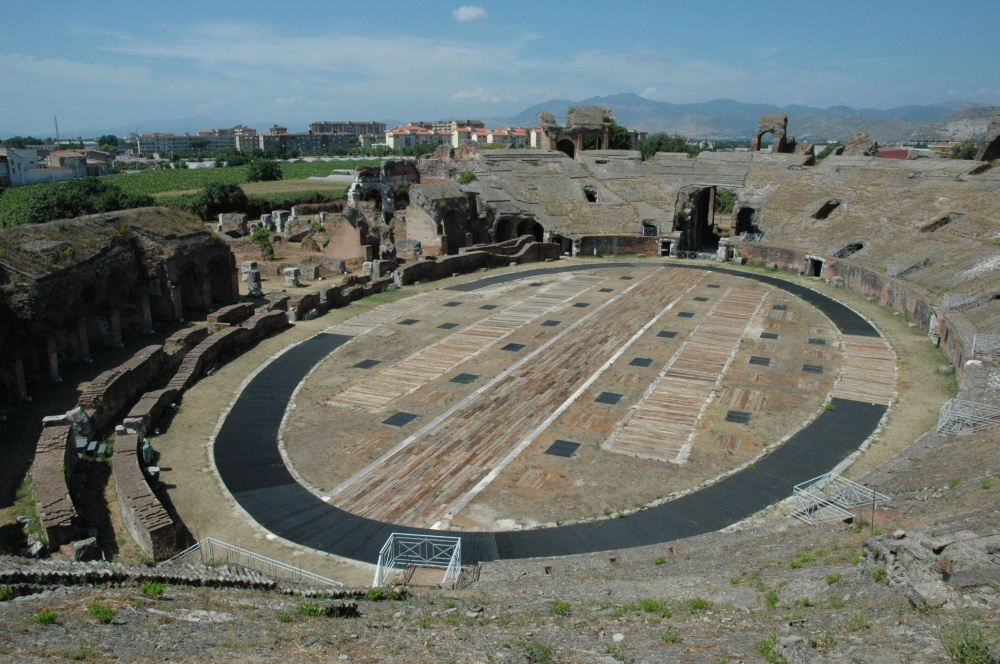
Amphitheater in Santa Maria Capua Vetere
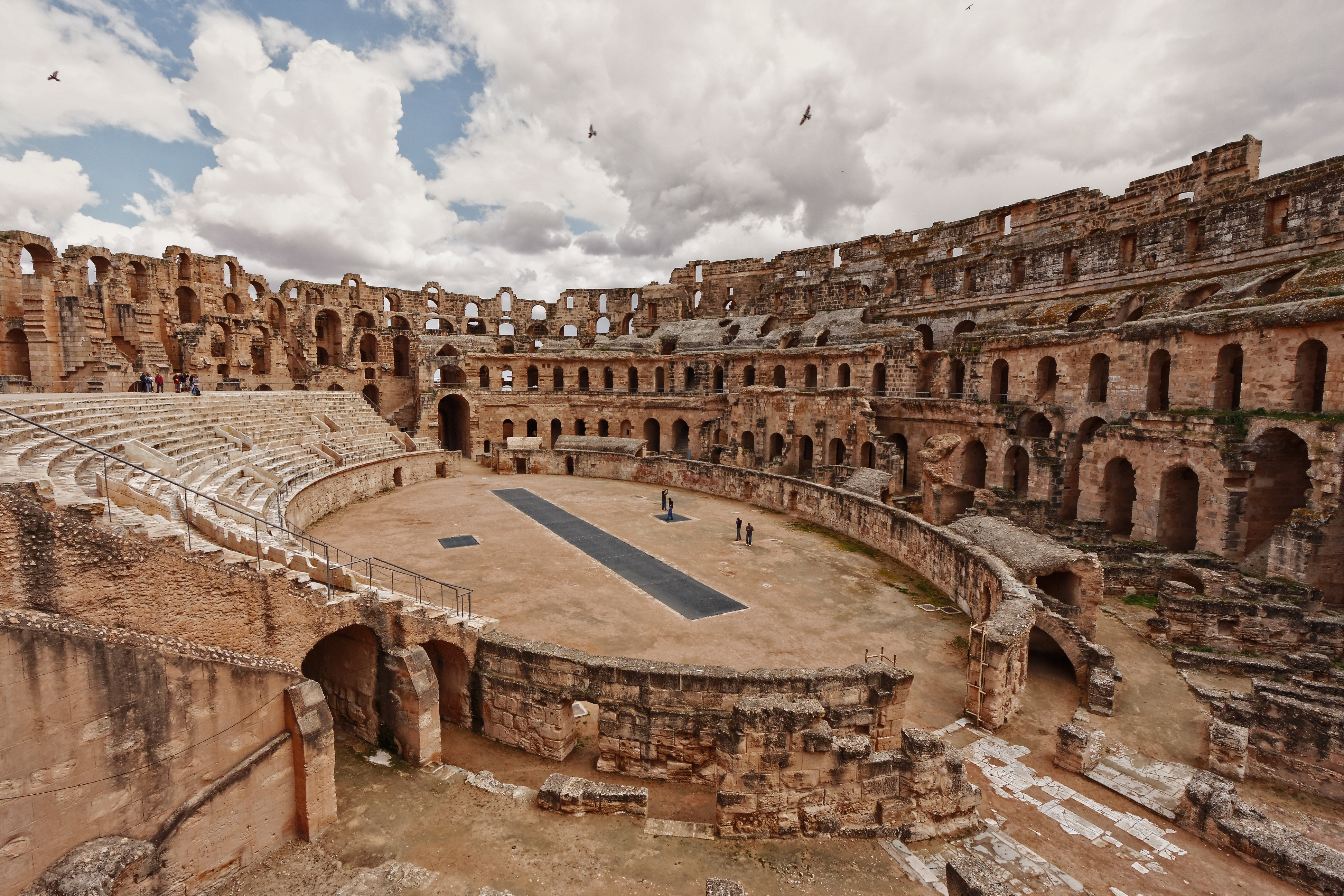
Amphitheater in El Djem, Tunesien

## Zuschauer
Die Zuschauer schlossen hohe Wetten auf ihre Kämpfer ab und engagierten sich sehr für sie. Dadurch kam es oft zu Rivalitäten und Auseinandersetzungen. Bei Ausschreitungen verhängten die Sponsoren Platzsperren.

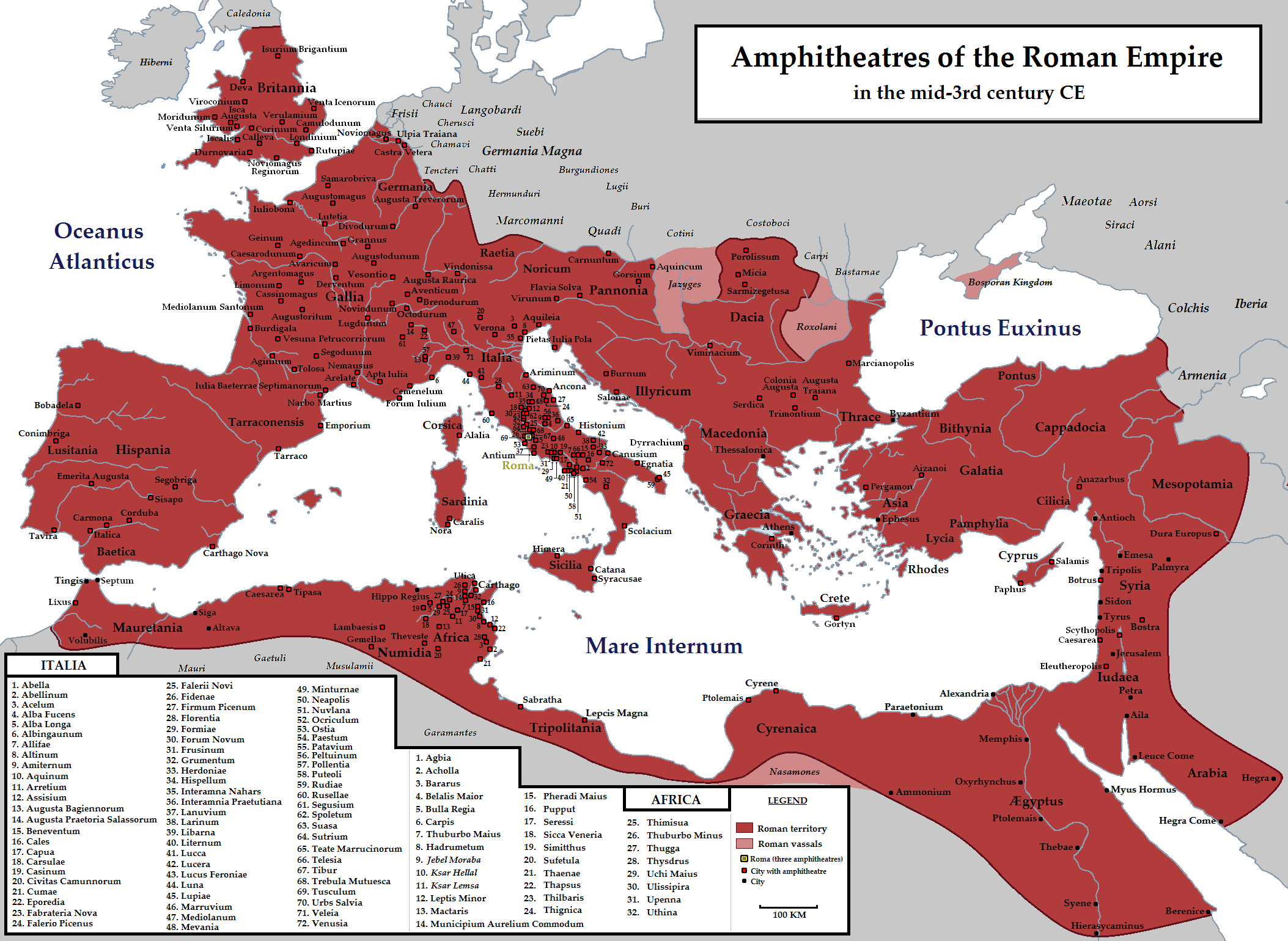
Standorte von Amphitheatern im Römischen Reich, Mitte des 3. Jahrhunderts n. Chr., in den entsprechenden römischen Provinzen

## Spätere Bauten
Später (zur Barockzeit) gab es auch in Deutschland Anlagen, die sich an der Form des antiken Amphitheaters orientierten und der Veranstaltung von Tierkämpfen dienten, so unter anderem in Berlin (der sogenannte „Hetzgarten“), in Königsberg, in Nürnberg („Fechthaus“) und in Wien („Hetztheater“). In architektonischer Hinsicht sind die bekanntesten Nachfolgebauten die spanisch-portugiesischen Stierkampfarenen des 18. bis 20. Jahrhunderts und die über die ganze Welt verbreiteten Sportstadien der Neuzeit.

## Unzutreffende Verwendung des Begriffs in anderen Sprachen
In anderen Sprachen – insbesondere im Englischen – werden auch Freilichtbühnen als Amphitheater bezeichnet; insbesondere, wenn sie fest ins Gelände gebaut sind.

### Allgemein
- Augusta Hönle, Anton Henze: Römische Amphitheater und Stadien. Gladiatorenkämpfe und Circusspiele. Atlantis-Verlag, Zürich u. a. 1981, ISBN 3-7611-0627-0 (Edition antike Welt).
- Jean-Claude Golvin: L’amphithéâtre romain. Essai sur la théorisation de sa forme et de ses fonctions (= Publications du Centre Pierre Paris. Band 18, 1–2). 2 Bände. Boccard, Paris 1988.
- Claude Domergue (Hrsg.): Gladiateurs et amphithéatres. Actes du colloque tenu à Toulouse et à Lattes les 26, 27, 28 et 29 mai 1987 (= Spectacula. Band 1). Éditions Imago, Lattes 1990, ISBN 2-9501586-6-8.
- Jean-Claude Golvin, Christian Landes: Amphithéâtres & gladiateurs. Presses du CNRS, Paris 1990, ISBN 2-87682-046-3.
- Inge Nielsen: Amphitheatrum. In: Der Neue Pauly (DNP). Band 1, Metzler, Stuttgart 1996, ISBN 3-476-01471-1, Sp. 619–624.
- David Lee Bomgardner: The story of the Roman amphitheatre. Routledge, London u. a. 2000, ISBN 0-415-16593-8.
- Adriano La Regina (Hrsg.): Sangue e Arena. Mailand, Electra 2001, ISBN 88-435-7981-9 (Ausstellungskatalog, Rom, Colosseum, 22. Juni 2001 – 7. Januar 2002).
- Katherine E. Welch: The Roman amphitheatre. From its origins to the Colosseum. Cambridge University Press, Cambridge u. a. 2007, ISBN 978-0-521-80944-3.
- Paul Jonas Meier: Amphitheatrum. In: Paulys Realencyclopädie der classischen Altertumswissenschaft (RE). Band I,2, Stuttgart 1894, Sp. 1959–1962.

### Amphitheater in einzelnen Gegenden
- Jean-Claude Lachaux: Théatres et amphithéatres d’Afrique proconsulaire. Edisud, Aix-en-Provence 1979.
- Dorin Alicu, Coriolan Opreanu: Les amphithéâtres de la Dacie romaine. Editura Napoca Star, Cluj-Napoca 2000, ISBN 973-9455-62-X.
- Marin Buovac: Amphitheatres in the Republic of Croatia. 13th Annual Meeting of the European Association of Archaeologists, Sveučilište u Zadru, Zadar 2007.
- Thomas Hufschmid: Amphitheatrum in Provincia et Italia. Architektur und Nutzung römischer Amphitheater von Augusta Raurica bis Puteoli (= Forschungen in Augst. Band 43). 3 Bände. Römermuseum, Augst 2009, ISBN 978-3-7151-0043-2 (Digitalisate: Band 1, Band 2, Band 3).